# ジャック1世 (モナコ公)
ジャック・ド・ゴワイヨン・ド・マティニョン（Jacques de Goyon de Matignon, 1689年11月21日 - 1751年4月23日）は、ブルボン朝時代フランスの貴族。モナコ女公ルイーズ＝イポリットと結婚し、彼女の死後2年ほどモナコ公ジャック1世（Jacques Ier）としてモナコを統治した。

## 生涯
トリニー伯爵ジャック・ド・ゴワイヨン・ド・マティニョン（1644年 - 1725年）とシャルロット・ド・ゴワイヨン・ド・マティニョン（1657年 - 1721年）の間の息子。陸軍元帥シャルル・オーギュスト・ド・ゴワイヨン・ド・マティニョンの甥にあたる。モナコに対するフランスの影響力を強めていたルイ14世王によって、モナコ公家の女子相続者ルイーズ＝イポリットの婿に選ばれる。2人は1715年10月20日に結婚し、間に8人の子を儲けた。ジャックが多くの妾を囲い、ヴェルサイユ宮廷での華やかな暮らしを好んでモナコに滞在することが稀だったため、夫婦仲は良くなかった。
1731年2月20日に舅アントワーヌ1世公が死ぬと、妻ルイーズが公位を継承したが、彼女は同年12月29日天然痘に罹患し急死した。寡夫のジャックが公位を引き継いだものの、国事にまるで関心を示さなかった。そのためモナコ住民の不満が高まり、ジャックは1732年5月国外退去を余儀なくされ、翌1733年11月8日に息子のオノレ3世に譲位した。ジャック1世は余生をヴェルサイユとパリで過ごした。フランス王室の縁者の1人、メーヌ姫ルイーズ＝フランソワーズ・ド・ブルボンとの再婚話があったが、結局実現しなかった。

## 子女
- アントワーヌ・シャルル・マリー（1717年12月16日 - 1718年2月24日） - ド・ボー侯爵[2]
- シャルロット・テレーズ・ナタリー（1719年3月19日 - 1790年） - 「マドモアゼル・ド・モナコ」、修道女
- オノレ・カミーユ・レオノール（1720年9月10日 - 1795年5月12日） - モナコ公オノレ3世
- シャルル・マリー・オーギュスト（1722年1月1日 - 1749年8月24日） - カルラデス伯爵[2]
- ルイーズ・フランソワーズ（1724年7月15日 – 1724年9月15日） - 「マドモアゼル・ド・ボー」[2]
- フランソワ・シャルル（1726年2月4日 - 1743年12月9日） - トリニー伯[2]
- シャルル・モーリス（1727年5月14日 - 1798年1月18日） - ヴァランティノワ伯爵[2]
- マリー・フランソワーズ・テレーズ（1728年7月20日 - 1743年6月20日） - 「マドモアゼル・ド・エストゥトヴィル」[2]

## 引用・脚注
1. ↑  “モナコ公国（Principality of Monaco） 基礎データ”. 日本国外務省 Ministry of Foreign Affairs of Japan. 2020年2月10日閲覧。
2. 1 2 3 4 5 6 7 8  Edwards, Anne (2017) [1992]. "Tableau Genealogique de la Famille Grimaldi". The Grimaldis of Monaco (英語). Guilford, Connecticut: Lyons Press. p. 347. ISBN 0-688-08837-6。